# 笹るみ子
笹 るみ子（ささ るみこ、1940年〈昭和15年〉7月10日 - 2016年〈平成28年〉10月17日）は、昭和時代の映画女優。なべおさみの妻、なべやかんの母。群馬県前橋市出身。
2016年10月17日、肺炎により死去した。76歳没。

## 出身校
- 東京女学館小学校
- 東京女学館中学校
- 松蔭高等学校

## 略歴
- 1957年、東宝にスカウトされ入社
- 1962年、東宝テレビ部に移籍
- 1966年、引退

## 出演映画
- 青い山脈 新子の巻（1957年10月27日） -  笹井和子
- 続青い山脈 雪子の巻（1957年11月19日） - 笹井和子
- 社長三代記（1958年1月3日） - うさぎ（半玉）
- 続・社長三代記（1958年3月18日） -　うさぎ
- 東京の休日（1958年4月15日） - スピードガール
- 結婚のすべて（1958年5月26日） - 　パットブーンの女給
- 風流温泉日記（1958年8月19日、宝塚映画）  -  ハル（女中）
- 若い娘たち（1958年10月7日） - 石沢タマ子
- 社長太平記（1959年1月3日） - 小竹まろみ
- 暗黒街の顔役（1959年1月15日）  -  かな子
- 大学のお姐ちゃん（1959年3月3日） -  澄子
- 悪魔の接吻（1959年10月25日）
- お姐ちゃん罷り通る（1959年11月22日、東宝＝邵氏機構） -  園江澄子
- 山のかなたに 第1部リンゴの頬/第2部魚の接吻（1960年2月2日） -  白木アキ子
- 大学の山賊たち（1960年7月31日） - オトラ
- 七人の敵あり（1961年3月18日） -  ポン太郎
- 守屋浩の三度笠シリーズ 有難や三度笠（1961年8月6日） -　お梅
- 二人の息子（1961年11月12日）
- 風流温泉 番頭日記（1961年12月16日、宝塚映画） - みどり
- 丹平製薬新今治水